# Liga Sergipe de Futebol
A Liga Sergipe, ou Liga Sergipe de Futsal , é uma união criada para defender os interesses políticos e comerciais dos clubes de futsal amador do  estado de Sergipe.
Desde abril de 2019, ela é a entidade responsável por organizar a Liga Sergipe de Futsal Série A. 
Desde 2019, a Federação Sergipana de Futsal (FSFS) deu chancela para a Liga Sergipe organizar a parte técnica da competição, o que inclui a tabela e o calendário de jogos, e os julgamentos desportivos através do seu próprio TJD.

## Integrantes
A Liga Sergipe é formada por quais estão listados abaixo:
- Chapecoense Universitária (Aracaju)
- Atlético Maneiro Futebol Clube (Aracaju)
- Academia Atlhetica Fit (Aracaju)
- Barroso Futsal Clube (Aracaju)
- Baydeck Futsal
- Clube Atlético Bragantino (São Cristóvão)
- Esporte Águias de Cristo (Aracaju)
- Nativos Futsal Clube
- Farol Futsal Clube (Aracaju)
- Leões Futsal Clube (Nossa Senhora do Socorro)
- Liverpool Futsal Clube
- Mega Forma Futsal Clube (Aracaju)
- Esporte ClubeReal Elite (Aracaju)
- Real Ipes Futsal Clube (Aracaju)
- Red Bull Futsal (Pirambu)
- Santos Futebol Clube (São Cristóvão)
- Industrial Futebol Clube (Aracaju)
- Sport Club Internacional
- Santa Cruz Futsal Clube (São Cristóvão)
- West Ham Aracaju (Aracaju)